# Jakub Šindel
Jakub Šindel (* 24. Januar 1986 in Jihlava, Tschechoslowakei) ist ein ehemaliger tschechischer Eishockeyspieler. Sein Vater Jaromír war ebenfalls ein professioneller Eishockeyspieler.

## Karriere
Jakub Šindel begann seine Karriere als Eishockeyspieler in der Nachwuchsabteilung des HC Slavia Prag, in der er bis 2003 aktiv war. Gegen Ende der Saison 2002/03 wechselte der Center innerhalb der höchsten U20-Junioren-Spielklasse Tschechiens zum HC Sparta Prag, für dessen Profimannschaft er in der Saison 2003/04 sein Debüt in der tschechischen Extraliga gab. In seinem Rookiejahr erzielte er in insgesamt 47 Spielen sechs Tore und zwei Vorlagen. Zudem kam er zu einem Einsatz als Leihspieler für den HC Dukla Jihlava aus seiner Heimatstadt in der zweitklassigen 1. Liga. Die Saison 2004/05 begann er erneut beim HC Sparta Prag in der Extraliga, wobei er als Leihspieler zudem fünf Spiele für den SK Horácká Slavia Třebíč in der 1. Liga bestritt. Den Großteil der Spielzeit verbrachte er allerdings bei den Brandon Wheat Kings in der kanadischen Juniorenliga Western Hockey League, die ihn beim CHL Import Draft 2004 in der ersten Runde als insgesamt 13. Spieler ausgewählt hatten. Im selben Jahr war er beim NHL Entry Draft von den Chicago Blackhawks in der zweiten Runde als insgesamt 54. Spieler gezogen worden. Für diese spielte er aber nie.
Zur Saison 2005/06 kehrte Šindel zunächst zum HC Sparta Prag zurück, wechselte jedoch bereits nach nur zwölf Spielen innerhalb der Liga zum HC Plzeň 1929, für den er in den folgenden drei Jahren auflief. Von 2006 bis 2008 kam er zudem für den BK Mladá Boleslav als Leihspieler in der 1. Liga zum Einsatz. Zur Mitte der Saison 2008/09 schloss er sich den Pelicans Lahti an, für die er in der finnischen SM-liiga in insgesamt 31 Spielen 19 Scorerpunkte, davon neun Tore, erzielte. Die Saison 2009/10 verbrachte er beim Extraliga-Teilnehmer HC Kometa Brno. Anschließend wurde er von Tappara Tampere verpflichtet, für das er in der Saisonvorbereitung am Spielbetrieb der European Trophy teilnahm. Die gesamte Saison 2010/11 verbrachte er allerdings schließlich bei seinem Ex-Verein Pelicans Lahti. 
Im September 2011 wechselte Šindel zu den Kloten Flyers aus der Schweizer National League A. Für die Mannschaft bereitete er in fünf Spielen zwei Tore vor, ehe er im Oktober für den Rest der Saison 2011/12 von Dinamo Riga aus der Kontinentalen Hockey-Liga verpflichtet wurde. Für die Letten erzielte er in 21 Spielen ein Tor, ehe er im Dezember 2011 zu Kärpät Oulu aus der SM-liiga transferiert wurde. Nachdem er im Frühjahr noch neun Spiele für Porin Ässät bestritt wechselte er im Sommer 2012 zum SHC Fassa in die italienische Serie A1. Weitere Stationen seiner Karriere waren SV Kaltern Eishockey, Coventry Blaze und der HC Morzine-Avoriaz, ehe er 2016 seine Karriere beendete.

### International
Für Tschechien nahm Šindel im Juniorenbereich an den U18-Junioren-Weltmeisterschaften 2003 und 2004 sowie den U20-Junioren-Weltmeisterschaften 2004 und 2006 teil. Bei der U18-WM 2004 gewann er mit seiner Mannschaft die Bronzemedaille.

## Erfolge und Auszeichnungen
- 2004 Bronzemedaille bei der U18-Junioren-Weltmeisterschaft